# Левенхардт, Эрих
Эри́х Ле́венхардт (нем. Erich Loewenhardt; 7 апреля 1897 — 10 августа 1918) — германский лётчик-истребитель, один из лучших асов Первой мировой войны с 54 сбитыми самолётами противника, занимающий 3-е место среди германских асов Первой мировой войны.

## Биография
Эрих Левенхардт (в переводе с немецкого — Львиное сердце) родился 7 апреля 1897 года в Бреслау в семье врача. С началом Первой мировой войны учился в Лихфельдерской кадетской школе, затем направлен для прохождения службы в 141-й пехотный полк знаменосцем. В 17 лет был оправлен на войну в составе полка на Восточный фронт. Под Лодзью получил ранение, остался в полку, участвовал в битве под Танненбергом. За храбрость 2 октября 1914 года был произведен в лейтенанты и награждён Железным крестом 2 класса. После тяжелого ранения в конце октября 1914 года находился в госпитале до января 1915 года. Выздоровев опять был направлен на Восточный фронт. Приступил к командованию лыжным отрядом. Во время Карпатской операции лейтенант спас пятерых раненых солдат, за что в мае 1915 года был удостоен Железного креста 1 класса.
В октябре 1915 года дал согласие на назначение командиром роты Австро-Германского альпийского корпуса, воевавшего на Итальянском фронте. Заболев Эрих Левенхардт был признан негодным для дальнейшей службы.

## Лётная карьера
Восстановив здоровье, пройдя медицинскую комиссию, в 1916 году поступил на службу в Имперскую воздушную службу в качестве лётчика-наблюдателя. В марте 1917 года Эрих Левенхардт прошёл обучение в качестве пилота и в июле 1917 года направлен в 10-ю авиационную эскадрилью 1-й эскадры (Jasta 10, Jagdgeschwader 1 (JG I).
Летал на Альбатросах и Пфальцах. За 9 месяцев войны сбил 10 неприятельских самолетов и 8 аэростатов. 2 мая 1918 года (в 21 год) назначен на должность командира 10-й эскадрильи (Jasta 10) из состава Jagdgeschwader 1 (JG I)), которой командовал Манфред фон Рихтгофен.
Свою первую победу Эрих Левенхардт одержал 24 марта 1917 года — сбив аэростат, свой первый аэроплан (RE-8) Эрих Левенхардт сбил 14 августа. До конца июля 1918 года летал на Fokker D.VII, одержав уже 47 побед. Периодически исполнял обязанности заместителя командира эскадры (Jagdgeschwader 1 (JG I)). В мае 1918 года он был награждён орденом «За заслуги».

## Гибель
10 августа 1918 года Эрих Левенхардт в районе города Шольн провел воздушный бой с английским лётчиком, сбил его, доведя свой победный счет до 54 сбитых. После выхода из воздушного боя самолет Эриха Левенхардта столкнулся с сопровождавшим его самолетом Альфреда Венца (нем. Alfred Wenz), сломав Венцу правую часть крыла. Венц выпрыгнул с парашютом и удачно приземлился. Эрих Левенхардт также попытался выпрыгнуть с парашютом, но парашют не раскрылся и немецкий ас погиб.

## Награды
- Знак военного летчика (Королевство Пруссия)
- Железный крест 2-го класса (30 октября 1914) (Королевство Пруссия)
- Железный крест 1-го класса (май 1915) (Королевство Пруссия)
- Королевский орден Дома Гогенцоллернов рыцарский крест с мечами (11 мая 1918) (Королевство Пруссия)
- Орден «Pour le Mérite»  (31 мая 1918) (Королевство Пруссия)
- Крест «За военные заслуги» 2-го класса (Австро-Венгрия)